# Nuno da Cunha
Nuno da Cunha (1487 – 1539) è stato un navigatore e poeta portoghese, governatore dei possedimenti portoghesi in India, figlio di Tristão da Cunha.

## Biografia
Nuno da Cunha era il figlio di Antonia Pais e di Tristão da Cunha, il famoso navigatore portoghese, ammiraglio e ambasciatore presso papa Leone X. Nuno da Cunha mostrò il suo coraggio nelle battaglie di Oja e Brava, e nell'assedio di Panane, sotto il viceré Francisco de Almeida. Nominato da João III nono governatore dei possedimenti portoghesi in India, servì nel ruolo dal 1528 al 1538. I fratelli di Nuno, Pero Vaz da Cunha e Simão da Cunha, avrebbero dovuto servire sotto il suo governatorato come secondo e terzo in comando, rispettivamente. Tuttavia, essi morirono durante il viaggio, e Nuno si trovò costretto a fare affidamento sulle locali reti clientelistiche di Goa durante il suo lungo mandato
Nel 1529, Nuno inviò una spedizione che saccheggiò e mise a ferro e fuoco la città di Damao sul Mar Arabico alla foce del fiume Damao, circa 100 miglia a nord di Mumbai, nello stato musulmano del Gujarat. Le forze sotto il suo controllo espugnarono Baxay (ora Vasai), allora sotto il dominio del sovrano musulmano del Gujarat, Bahadur Shah, il 20 gennaio 1533. L'anno successivo, la città, ribattezzata Bassein, divenne la capitale della provincia portoghese del Nord, e si iniziò la costruzione della grande cittadella di basalto nero, ancora in piedi, (poi completata nel 1548). Costretto a tornare in Portogallo a causa di intrighi di corte (fu accusato di concussione), naufragò su un vascello a Capo di Buona Speranza e morì.
Si unì in matrimonio una prima volta con Maria da Cunha, e una seconda volta con Isabel da Silveira. La fonte principale per la biografia di Nuno da Cunha è lo storico portoghese João de Barros (1496-1570), noto per la raccolta di biografie dei portoghesi nei territori d'oltremare.
L'opera, piena di dettagli, si intitola Asia de Ioam de Barros, dos fectos que os Portuguezes fizeram no descobrimento e conquista dos mares e terras do Oriente. Nuno da Cunha fu anche autore di alcune poesie raccolte nel Cancioneiro de Resende.